# Business Objects
Business Objects è una software house che crea e commercializza applicazioni di business intelligence utili all'analisi dei dati interni, tra cui l'omonima Business Objects (oggi SAP Business Objects).
La sede centrale è in Francia e l'azienda impiega circa 4.000 persone.

## Fusioni
Nel dicembre 2003 Business Objects ha acquisito il principale rivale, Crystal Decisions, poi a sua volta l'azienda è stata acquisita da SAP AG.

## Controversie
Il 2 aprile 2007 una causa intentata da Informatica Corporation (ed ereditata da BusinessObjects con il suo subentro in Acta Technologies nel 2002) terminò con il riconoscimento di 25 milioni di dollari USA di risarcimento a Informatica Corp. per violazione di diritti di proprietà industriale ed intellettuale.
La causa verteva su flussi di dati embedded con un input e un output. Informatica Corp. asseriva che il prodotto ActaWorks (in seguito commercializzato da BusinessObjects come parte di BusinessObjects Data Integrator), violasse diversi brevetti di Informatica Corp., compresi i brevetti USA 6.014.670 e 6.339.775, entrambi intitolati "Apparato e metodo di esecuzione di trasformazione di dati nel Data Warehousing". BusinessObjects ha quindi rilasciato una nuova versione di BusinessObjects Data Integrator (11.7.2) priva delle funzioni contestate.

## Storia
- 1991: Prima versione, chiamata SQL Skipper
- 1992: Crystal Reports è il prodotto per la produzione di rapporti (reports) utilizzato nei sistemi operativi a pagamento Microsoft Windows.
- 1993: Microsoft include Crystal Reports nel pacchetto Microsoft Visual Basic.
- 1996: Crystal Enterprise è una prima piattaforma di report web-based.
- 1997: Business Objects entra nel mercato della Business Intelligence per reti extranet.
- 2000: sviluppa una soluzione di Business Intelligence su piattaforma mobile.
- 2001: SAP sigla un accordo di vendita OEM per includere il prodotto Crystal Reports nei suoi pacchetti per l'ERP.
- 2002: Microsoft include Crystal Reports nel pacchetto Visual Studio .Net.
- 2003: Business Objects acquisisce Acta Technologies, un'azienda leader nell'integrazione dei dati.
- 2003: BusinessObjects rilascia Enterprise 6.
- Nel dicembre del 2003 viene acquisita la società Crystal Decisions; la combinazione di prodotti delle due aziende offre una suite completa per il mercato della Business Intelligence.
- 2005: lancio di BusinessObjects XI.
- 2007: la società è acquistata dalla multinazionale SAP.
- 12 febbraio 2008 esce la versione XI3.0 del software.
- 11 marzo 2011 esce la versione 4.0 del software
- 28 agosto 2013: Esce la versione 4.1 del software
- Dicembre 2015 esce la versione 4.2

## Funzioni
Si tratta di un prodotto software dedicato alla business intelligence (BI) e, pertanto, permette di produrre un'analisi e una reportistica sui dati. I dati da analizzare sono mantenuti archiviati su database esterni, le diverse entità e le relazioni intercorrenti dei dati sono descritte in un livello intermedio di metadati.
I metadati (Universi, nella terminologia Business Objects) sono a loro volta archiviati, insieme alle regole per la reportistica, in un database esterno (con funzione di repository).

## Caratteristiche
Sorgenti dati: 
- SAP Business Warehouse
- Microsoft SQL Server
- Oracle Server
- Microsoft Excel
- Microsoft Access
- Documenti XML
- Odata 2.0
- WSDL 1.1.
- Servizi web
- Teradata 13 e 14
- Sybase IQ 15
- SAP ERP
- SAP HANA 1.0 database

Tipologie di grafici:
- Istogramma
- Torta
- Tabella
- Tabella pivot
- Mappe (dalla versione 4.2)

## Applicativi
Gli applicativi web come Web Intelligence, la Central Management Console, il BI LaunchPad, Analyis for OLAP, Explorer sono scritti in Java come tutta la piattaforma web di BO su cui poggiano. La piattaforma gira in maniera predefinita sul middleware Apache Tomcat.
- Business Intelligence Launchpad (Ex Infoview)
- Universal Design Tool (Creazione del metadato)
- Dashboard Design Studio (creazione di cruscotti)
- Analysis for OLAP
- Analysis for Excel 2.2
- Crystal Reports
- Explorer
- Data Services
- Information Data Steward
- Desktop Intelligence (reportistica via client)
- Data Services

### Central Management Console
Funzioni:
- Autenticazione
- Gestione cartelle e cartelle personali
- Connessioni Relazionali e OLAP
- Monitoraggio
- Utenti e gruppi
- Eventi

### Information Design Tool
Strumento di creazione del metadato
Funzioni:
- Creazione delle connessioni
- Creazione della data foundation
- Creazione del Business Layer
- Pubblicazione dell'universo (Connessione + data foundation + business layer)
- Gestione della sicurezza

### Web Intelligence
Strumento di reportistica sia client che web (su piattaforma Java) con le seguenti funzioni:
- Creazione di query, query combinate
- Visione dello SQL e Free hand SQL
- Creazione di più report per un documento web Intelligence
- Funzione "unisci dimensioni"
- Suddivisione in area di lettura e in area di progettazione

### Nodi, server e servizi
- Central Management Server
- Input File Server
- Output File Server
- Adaptive Processing Server
- Adaptive Job Server